# Vognsild
Vognsild is een plaats in de Deense regio Noord-Jutland, gemeente Vesthimmerland. De plaats telt 265 inwoners (2008).